# Кинотека Републике Српске
Кинотека Републике Српске представља једину републичку установу културе у Српској. Основни циљ ове установе је да прикупља, трајно чува и стручно обрађује филмску грађу и пратећи филмски материјал, у који прије свега спадају: фотографије, плакати, рекламни материјали, документација, стари предмети из области кинематографије. Кинотека има такође за циљ да да овај материјал учинила доступним истраживачима, студентима, грађанству, као и да сарађује са сродним установама у земљи и иностранству, обавља размјену филмова и филмске грађе. Сједиште Кинотеке Републике Српске је на Палама, у улици Српских ратника, број 4.

## Историјат
Током 1992. године, формиран је велики број институција Републике Српске, а између осталог, Српска је добила и прву филмску институцију. Формирањем јавног филмског предузећа Републике Српске "Срна филма", филмски радници Републике Српске пред себе су ставили циљ, да у склопу кровне филмске установе "Срна филм", трајно прикупе и сачувају комплетан архивски филмски материјал, првенствено у вези са непосредним ратним дешавањима на простору Републике Српске, као и Републике Српске Крајине. Из овог филмског материјала је израсла и документарна продукција "Срна филма", која је уједно била прва и дуги низ година једине продуцентска кућа у Републици Српској. Ентузијасти окупљени око "Срна филма" су се осим снимања документарне филмске грање и продукције документарних филмова, прихватили посла на прикупљању кинематографских остварења и стварању предуслова за настанак филмског архива Републике Српске, па се и сама кинотечка дјелатност одвијала се у оквиру "Срна филма".
Кинотека Републике Српске основана је  одлуком владе Републике Српске, као установа од посебног интереса за Републику Српску почетком 2009. године, када је званично престала са радом дјелатност прве филмске установе у Републици Српској, "Срна филма". Кинотека Републике Српске је тада постала правни насљедник "Срна филма". Кинотека Српске представља једну од најмлађих установа културе у Републици Српској, за чији настанак и рад су заслужни управо неколицина ентузијаста окупљених својевремено око "Срна филма".

## Филмски архив
Током првих година рада и прикупљања филмског материјала, најзначајнију подршку Кинотека Републике Српске добила је од Југословенске кинотеке, која је, осим стручне и моралне подршке, уједно и највећи донатор, поклонивши Кинотеци Републике Српске више од 250 копија играних и документарних филмова југословенске и свјетске кинематографије. Поред Југословенске кинотеке, обогаћењу фонда Кинотеке Републике Српске у великој мјери су допринијеле и донације приватних кинематографских институција: "Оскар-филм" из Бање Луке, "Арт компани" из Кисељака, "Екран д.о." из Сарајева. Кинотека у свом власништву има и двије копије свог играног филма Синовци које је добила на поклон од познатог српског драматурга Синише Ковачевића. Значајан дио фонда  чини и комплетна архивска филмска грађа настала током рада "Срна филма" у периоду од 1992. до 2008. године, као и цјелокупна документарна продукција прве продуцентске куће у Српској. Већина филмова из продукције "Срна филма"  освојила је бројне награде и признања на фестивалима документарног филма изван границе Републике Српске и тиме промовисала културно стваралаштво Републике Српске и у најтежим ратним временима.
Кинотека Републике Српске данас посједује богат филмски фонд  и располаже значајном збирком играних филмова, чији број износи више од 1000 наслова на 35 и 16 мм, како домаће југословенске , тако и иностране продукције, највећим дијелом из периода друге половине 20. вијека. У филмски фонд Кинотеке Републике Српске улази и збирка од више стотина документарних филмова на 16 и 35 мм, насталих на простору бивше Југославије од 1945. до 1991. године. Дио самог фонда су и око 300 негатива,  различити архивски филмски материјали, филмски журнали, те велика колекција видео записа на бета, СВХС и ВХС стандардима, дигитални записи, тонски и магнетофонски записи.
Кинотека Републике Српске посједује и значајну збирку музејски вриједних експоната. Објекат филмског архива у којем је смјештена филмска грађа и филмски матеаријали Републике Српске налази на неколико километара од самог центра Пала, у бившем војном објекту који је одлуком скупштине општине Пале, након оснивања Кинотеке додијељен истој на трајно коришћење.